# شنگل (شاه هندوستان)
بنابر شاهنامه فردوسی
شَنگُل شاه هندوستان در زمان بهرام گور بود که به راهزنی و تاخت تاز گاه و بیگاه به مرزهای ایران دست می‌زد. که وزیر بهرام گور از بهرام خواستار حل مشکل می‌شود. بهرام به گونه ناشناس به هندوستان می‌رود و در آنجا خود را برزوی معرفی می‌کند و دختر شنگل سپینود را به همسری برمی‌گزیند. در داستان شنگل و بهرام گور هر دو شاه می‌خواهند جنگی رخ ندهد، در حالی که هیچ‌کدام شرایط طرف مقابل را در ابتدا نمی‌پذیرد. نقش مشاوران و بزرگان هر دو کشور به ویژه هند در تصمیمات شاه دارای اهمیت زیادی است.

## داستان شنگل وبهرام گوردر شاهنامه فردوسی[۲]
بنابر شاهنامه فردوسی روزی وزیر بهرام گور از شنگل به عنوان نامداری یاد شده که از راه عدالت سر پیچانده‌است و برای راهزنی هر از چندگاهی به ایران می‌تازد، باید تکلیفش توسط بهرام گور مشخص شود. بهرام گور سخنان وزیرش را می‌شنود و می‌گوید خود به‌طور ناشناس نزد شنگل می‌روم و نامه‌ای برای شنگل از جانب شاه ایران می‌فرستم. به شنگل در آن نامه گوشزد می‌کند که پدر مادر و نیای تو همگی در خدمت شاه ایران بودند و تو نیز باید راه آنان را ادامه دهی و کار شاهان راهزنی و دزدی نیست، اکنون فرستاده‌ای نزد تو می‌آید خواه می‌خواهی خراج‌گذار ما باش یا مهیای جنگی باش. نامه با عنوان بهرام گور شاهِ‌شاهان به تاریخ ۲۵ خردادماه به شنگل نگهبان هند فرستاده می‌شود.
| وزیر خردمند بر پای خاست      |  | چنین گفت کی خسرو داد و راست  |
| جهان از بداندیش بی بیم گشت   |  | وزین مرزها رنج و سختی گذشت   |
| مگر نامور شنگل از هندوان     |  | که از داد پیچیده دارد روان   |
| ز هندوستان تا در مرز چین     |  | ز دزدان پرآشوب دارد زمین     |
| به ایران همی دست یازد به بد  |  | بدین داستان کارسازی سزد      |
| تو شاهی و شنگل نگهبان هند    |  | چرا باژ خواهد ز چین و ز سند  |
| براندیش و تدبیر آن بازجوی    |  | نباید که ناخوبی آید بروی     |
| چو بشنید شاه آن پراندیشه شد  |  | جهان پیش او چون یکی بیشه شد  |
| چنین گفت کاین کار من در نهان |  | بسازم نگویم به کس در جهان    |
| به تنها ببینم سپاه ورا       |  | همان رسم شاهی و گاه ورا      |
| شوم پیش او چون فرستادگان     |  | نگویم به ایران به آزادگان    |
| بشد پاک دستور او با دبیر     |  | جزو هرکسی آنک بد ناگزیر      |
| بگفتند هرگونه از بیش و کم    |  | ببردند قرطاس و مشک و قلم     |
| یکی نامه بنوشت پر پند و رای  |  | پر از دانش و آفرین خدای      |
| سر نامه کرد از نخست آفرین    |  | ز یزدان برآنکس که جست آفرین  |
| خداوند هست و خداوند نیست     |  | همه چیز جفتست و ایزد یکیست   |
| ز چیزی کجا او دهد بنده را    |  | پرستنده و تاج دارنده را      |
| فزون از خرد نیست اندر جهان   |  | فروزنده کهتران و مهان        |
| ...                          |  | ...                          |
| تو اندازهٔ خود ندانی همی      |  | روان را به خون در نشانی همی  |
| اگر تاجدار زمانه منم         |  | به خوبی و زشتی بهانه منم     |
| تو شاهی کنی کی بود راستی     |  | پدید آید از هر سوی کاستی     |
| ...                          |  | ...                          |
| چنین هم همی بینم آیین تو     |  | همان بخشش و فره دین تو       |
| مرا ساز جنگست و هم خواسته    |  | همان لشکر یکدل آراسته        |
| ترا با دلیران من پای نیست    |  | به هند اندرون لشکر آرای نیست |
| تو اندر گمانی ز نیروی خویش   |  | همی پیش دریا بری جوی خویش    |
| فرستادم اینک فرستاده‌ای       |  | سخن‌گوی با دانش آزاده‌ای       |
| اگر باژ بفرست اگر جنگ را     |  | به بی‌دانشی سخت کن تنگ را     |
| ز ما باد بر جان آنکس درود    |  | که داد و خرد باشدش تار و پود |
| چو خط از نسیم هوا گشت خشک    |  | نوشتند و بر وی پراگند مشک    |
| به عنوانش بر نام بهرام کرد   |  | که دادش سر هر بدی رام کرد    |
| که تاج کیان یافت از یزدگرد   |  | به خرداد ماه اندرون روز اِرد  |
| سپهدار مرز و نگهدار بوم      |  | ستانندهٔ باژ سقلاب و روم      |
| به نزدیک شنگل نگهبان هند     |  | ز دریای قنوج تا مرز سند      |

### رفتنبهرام گوربه ناشناخت بر شنگل هند
بهرام گور خود را به عنوان نامه‌رسان جا‌ می‌زند. و به نزد شنگل می‌رود زمانی که به نزد شنگل می‌رسد به احترام او خم می‌شود و می‌گوید من از جانب شاه بزرگ بهرام شاه نامه ای به خط پهلوی برای شما دارم. مردی دبیر نامه را برای شنگل می‌خواند شنگل در جواب می‌گوید که ای مرد شاه تو خود را بزرگ می‌پندارد و تو هم چنین هستی. و من به کسی خراج نخواهم داد. اگر شاه شما مرغی در آسمان باشد من عقابم، و اگر خاک باشد من آسمانم، که اشاره به بزرگی خود نسبت به بهرام گور دارد. و توانایی لشکر خود را به رخ می‌کشد.
در ادامه شنگل با عصبانیت می‌گوید که دین من اجازه کشتن تو را نمی‌دهد مگرنه سر از تنت جدا می‌کردم. نامه‌رسان(بهرام گور) می‌گوید ای شاه من فرستاده شاه ایرانم و نه گوینده سخن، خشمگین نباش، تو نیز در نامه‌ای به او پاسخ بده. شنگل به فرستاده گفت اکنون چند گاه در اینجا فرود آی و بند بگشای تا نامه را آماده سازند.

### گفتار اندر هنر نمودنبهرام گور
فرستاده شاه ایران تا نیمروز در آنجا استراحت می‌کند، فرستاده‌ای از جانب شنگل به نزد او آمد و او را فرا خواند در آن هنگام شنگل و اطرافیان به تماشای مسابقه کُشتی بین دو پهلوان پیل‌پیکر هندی نشسته بودند. فرستاده شاه ایران (همان بهرام گور) که وارد آن جمع شده بود، زمانی که مسابقه کشتی را می‌بیند با حالت مستی تقاضای مسابقه با پهلوان هندی را می‌دهد. شنگل نیز با پوزخند می‌پذیرد. با تمسخر به او می‌گوید اگر پهلوان ما را به زیر کشیدی او را بِکُش. فرستاده وارد مسابقه می‌شود و پهلوان هندی را به سرعت شکست می‌دهد و بر زمین می‌کوبد. پس از آن فرستاده توانایی خود را در مسابقه تیراندازی نیز به رخ می‌کشد. شنگل به فرستاده می‌گوید حتماً برادر بهرام گور یا از نزدیکان او هستی که دارای این فر کیانی و این قدرت هستی. فرستاده به او می‌گوید من فرد گمنامی از ایران هستم و خواستار بازگشت به ایران می‌باشم. اما شنگل مخالفت می‌کند و می‌گوید نزد ما بمان. شنگل پنهانی به وزیرش می‌گوید خوبی‌های سرزمین ما و ثروت آن را برای این مرد بازگو کن تا در این‌جا بماند، و پهلوان ما باشد و سپهسالار لشکر ما گردد. وزیر شنگل نیز چنین می‌کند و از فرستاده نامش را می‌پرسد فرستاده خود را «برزوی» معرفی می‌کند و می‌گوید، من فرستاده بهرام گور شاه ایران هستم و در آیین ما نیست که به شاه خیانت کنیم و وعده گنج و مال و مسند را نمی‌پذیرد.

### فرستادنبرزویبه جنگ کرگدن و اژدها
پس از نپذیرفتن وعده‌های شنگل توسط برزوی (همان بهرام گور)، شنگل با خود می‌اندیشد که با فرستادن برزوی، به جنگ با کرگدن او را به کشتن دهم، کرگدن غول پیکری که حتی شیران از آن می‌گریزند و بلای جان مردم هند بود.  می‌پذیرد و همراه با راهنما و چند تن از ایرانیان به آن جا می‌رود. راهنما برمیگردد. با دیدن کرگدن ایرانیان به بهرام گور می‌گویند ای شاه این کار را نکن خود را به کشتن مده و به شنگل بگو این از مردانگی به دور است که مهمان را به کشتن دهی. اما بهرام نمی‌پذیرد و در جنگ کرگدن را می‌کشد و سر کرگدن را سوار بر گاری به نزد شنگل می‌برد. شنگل به ظاهر شادمان اما در درون اندوهگین است. با خود می‌اندیشد اگر برزوی به ایران برود تمام هند ویران می‌شود. اگر کهتر مردم ایران این باشد بزرگتر آنان چیست؟ بنابراین راه دیگری برای به‌کشتن دادن او برمی‌گزیند و آن جنگ با اژدها است.
شنگل به او می‌گوید خداوند تو را از ایران به هند آورد تا ناپاکی را از این سرزمین بشویی اگر تو بتوانی اژدهایی را که بلای مردم هند شده‌است را بکشی خراج هندوستان را به تو می‌بخشم. برزوی می‌پذیرد و با سایر ایرانیان همراه به سوی اژدها روان می‌شود. ایرانیان با دیدن اژدها به بهرام می‌گویند این اژدها را مانند کرگدن مبین و او را حقیر مپندار و برگرد. اما بهرام پاسخ می‌دهد این کار را به یاری خداوند انجام می‌دهم. برزوی با تیرهای زهر‌آلود پس از کوشش فراوان اژدها را از پای درمی‌آورد. پس از این از هندوستان فریاد شادی و درود بلند می‌شود و از خداوند می‌خواهند که پهلوانی به زور‌مندی پهلوان ایرانی به هندیها عطا کند.

### ازدواجبرزویباسپینوددختر شنگل
پس از کشتن اژدها توسط برزوی شنگل با دلی غمناک با بزرگان و لشکریانش مشورت می‌کند و می‌گوید با هر ترفندی این مرد را آزمودم، تا او را به‌کشتن دهم اما نتوانستم. این مرد اگر به ایران برود ما را نابود می‌کند آیا پنهانی او را بکشیم؟ شما چه چاره‌ای دارید؟ اطرافیان او را از کشتن برزوی نهی می‌کنند، می‌گویند این کار بدنامی به بار می‌آورد و با کشتن او نیز ایران به ما یورش خواهد آورد. او ما را از چنگ اژدها و کرگدن نجات داد، باید مردانگی پیشه کنیم. فردای آن روز شنگل فرستاده‌ی نزد برزوی می‌فرستد و و برزوی را نزد خود می‌خواند. به او می‌گوید به همسری تو دخترم را می‌دهم به شرط آنکه نزد من بمانی، در این صورت فرمانده سپاه من خواهی بود و در هندوستان جایگاه بزرگی خواهی داشت.برزوی می‌پذیرد و شنگل سه دختر خود را می‌طلبد که برزوی از میان آنها یکی را انتخاب کند، برزوی یکی را برمی‌گزیند که نامش سپینود بود. بنا به شاهنامه فردوسی مانند بهاری خرم با ناز بود. سپینود با بهرام مانند مَی در ظرف بلورین روشن بود.
پس از آگاهی یافتن شاه چین از اینکه شنگل دخترش را به مردی ایرانی به نام برزوی داده‌است، شاه چین پنهانی نامه‌ای نزد برزوی می‌فرستد. در آن نامه داستان‌های کشتن اژدها کرگدن و ازدواج برزوی با دختر شنگل را بیان می‌کند و از او می‌خواهد که به چین برود تا بزرگی بیند اما برزوی نمی‌پذیرد.

### شناخته شدنبهرام گور
روزی چند تن ز بازرگانان ایرانی که برای تجارت به هند رفته بودند بهرام گور را می‌بینند و او را می‌شناسند و به او احترام می‌گذارند بهرام گور با شتاب آنها را از این کار بر نهی می‌کند چرا که خود را فرد گمنامی از ایران به‌نام برزوی معرفی کرده بود. بهرام گور آنها را سوگند می‌دهد که این راز را پنهان بدارند که در غیر اینصورت جنگی رخ خواهد داد و نه شاه زنده می‌ماند و نه بازرگانان و کشور ویران می‌شود با شنیدن گفتار بهرام گور شاه ایران، همه بازرگانان با چشمانی پر از اشک گفتند جان ما به فدایی شهریار ایران باد. و بهرام گور آسوده‌دل می‌گردد.

### فراربهرام گوروسپینوداز هند به ایران
شنگل که رفتار عاشقانه سپینود و برزوی (همان بهرام گور) را می‌بیند، آسوده‌خاطر می‌شود که برزوی برای همیشه در هندوستان می‌ماند. تا اینکه روزی برزوی پیشنهاد گریز از هندوستان به ایران را به سپینود می‌دهد و سپینود می‌پذیرد. سپینود به برزوی می‌گوید که گریز از هند را روزی که شنگل شاه همراه با اطرافیان برای جشن و شکار به بیرون از شهر رفتند انجام می‌دهیم. در آن روز سپینود به مادرش می‌گوید که برزوی بیمار شده‌است نمی‌تواند به جشن و شکار بیاید.برزوی و سپینود با سایر ایرانیان همراه می‌گریزند.  با آگاهی یافتن شنگل از گریز برزوی با دخترش سپینود شتابان از پی آنها روان می‌شود، اما آنها در دریا هستند و دریا طوفانی. شنگل با صدای بلند به دخترش فریاد می‌زند که ای بدگهر از آبادی به ویرانی گریختی و دخترش را سرزنش می‌کند. به برزوی می‌گوید در حق من بی‌وفایی کردی من به تو دخترم را دادم اما تو خیانت کردی و گریختی. این گفتار که برای برزوی (همان بهرام گور) بسیار سنگین است، بهرام خود را به راستی معرفی می‌کند و می‌گوید من بهرام گور شاه ایران و شاهِ‌شاهان هستم، و خیانت‌پیشه نیستم، مرا  سرزنش نکن. از این پس بر تو نیکی خواهم کرد، بدخواهان تو را دشمن خواهم داشت، و در ایران تو را پدرم خواهم دانست، و از هندوستان خراج نخواهم گرفت و دختر تو سپینود شمع خاور‌زمین خواهد بود. شنگل از گفتار او شگفت زده می‌شود و شارهُ هندی را به احترام بهرام از سر برمی‌دارد برای پوزش از بهرام نزد او می‌رود و شاه ایران را در آغوش می‌گیرد. و بهرام نیز چگونگی آمدن به هند را برای او بازگو می‌کند. و با هم پیمان می‌بندند که از راه راستی منحرف نشوند و تا همیشه وفادار همدیگر باشند و سپینود از پدر بدرود می‌گوید و از هم جدا می‌شوند.

### آمدن شنگل هندی به ایران
با آمدن بهرام گور و سپینود به ایران، بهرام گور سپینود را به دین خویش رهنمون می‌سازد. پس از مدتی بهرام گور درمی‌یابد که شنگل آرزوی دیدن ایران و دخترش را دارد فرستاده‌ای به همراه با نامه‌ای به نزد شنگال می‌فرستد و از او برای مسافرت به ایران دعوت می‌کند. شنگل می‌پذیرد و بهرام گور به استقبال شنگل فرسنگها راه می‌پیماید.
شنگل و بهرام گور با دیدن یکدیگر همدیگر را در آغوش می‌کشند بهرام گور جشن و خوانی بزرگ به افتخار شنگل برپا می‌سازد. 
شنگل و سپینود در دیدار هم از شوق می‌گریند. شنگل به سپینود می‌گویند تو وارد بهشت شده‌ای.
شنگل و بهرام گور با هم به شکار می‌روند. پس از بازگشت از شکار شنگل تقاضای کاغذ و مرکب نموده و عهد می‌کند پس از من بهرامشاه فرمانروای هندوستان است. پس از دو ماه جشن و سرور شنگل قصد بازگشت به هند را می‌کند در این هنگام بهرام گور هدیه‌های برگزیده‌ای به او هدیه می‌دهد و تا مرز هندوستان عده‌ای را برای راحتی شنگل همراه او گسیل می‌کند.

### درخواست از شنگل اندر آوردن لوریان[۹]از هند
پس از سالها گسترش داد و آبادانی به دست بهرام گور در سال‌های پایان عمر به هر گوشه‌ای از کشور نامه می‌نویسد که آیا تهیدست و نیازمندی در کشور هست و نیازهای نیازمندان را برای او بگویند.
کارگزاران پادشاهی پاسخ دادند همه جا آباد است اما درویشان از زندگانی می‌نالند که توانگران با تاجی از گل با آواز رامشگران و آوازخوان به مَی‌گساری می‌پردازند، اما ما تهیدستان، رامشگر و آوازخوان نداریم و بدون ساز آواز مَی نوشیم. بهرام گور از خواندن این نامه بسیار می‌خندد. نامه‌ای به شنگل می‌فرستد و خواستار چند هزار از لوریان هند می‌شود تا برای مستمندان آوازه‌خوان باشند. چون نامه به نزد شاه هند رسید شنگل دوهزار زن و مرد نوازنده و خواننده را برمی‌گزیند و به ایران می‌فرستد. زمانی که لوریان به ایران می‌رسد شاه به هر کدام یک گاو و یک خر و چند خروار گندم می‌دهد، تا از لوریان کشاورزانی بسازند که به کار کشاورزی مشغول باشند و برای مردم نیز آواز بخوانند. پس از یک سال لوریان گاو و گندم را بخوردند و کشت و زرعی نکردند و نزد شاه آمدند. شاه که آنان را دید، گفت کشاورزی کار شما نبوده من اشتباه کردم. اکنون بر خرانی که دارید بُنه و ساز و چنگ را بگذارید و دوره‌گردی کنید. اما پس از مدتی لوریان به کار راهزنی و دزدی در ایران مشغول شدند.